# ملبورن شرقی (ویکتوریا)
ملبورن شرقی (به انگلیسی: East Melbourne) یک منطقهٔ مسکونی در استرالیا است که در City of Melbourne واقع شده‌است.